# Diocesi di Agde

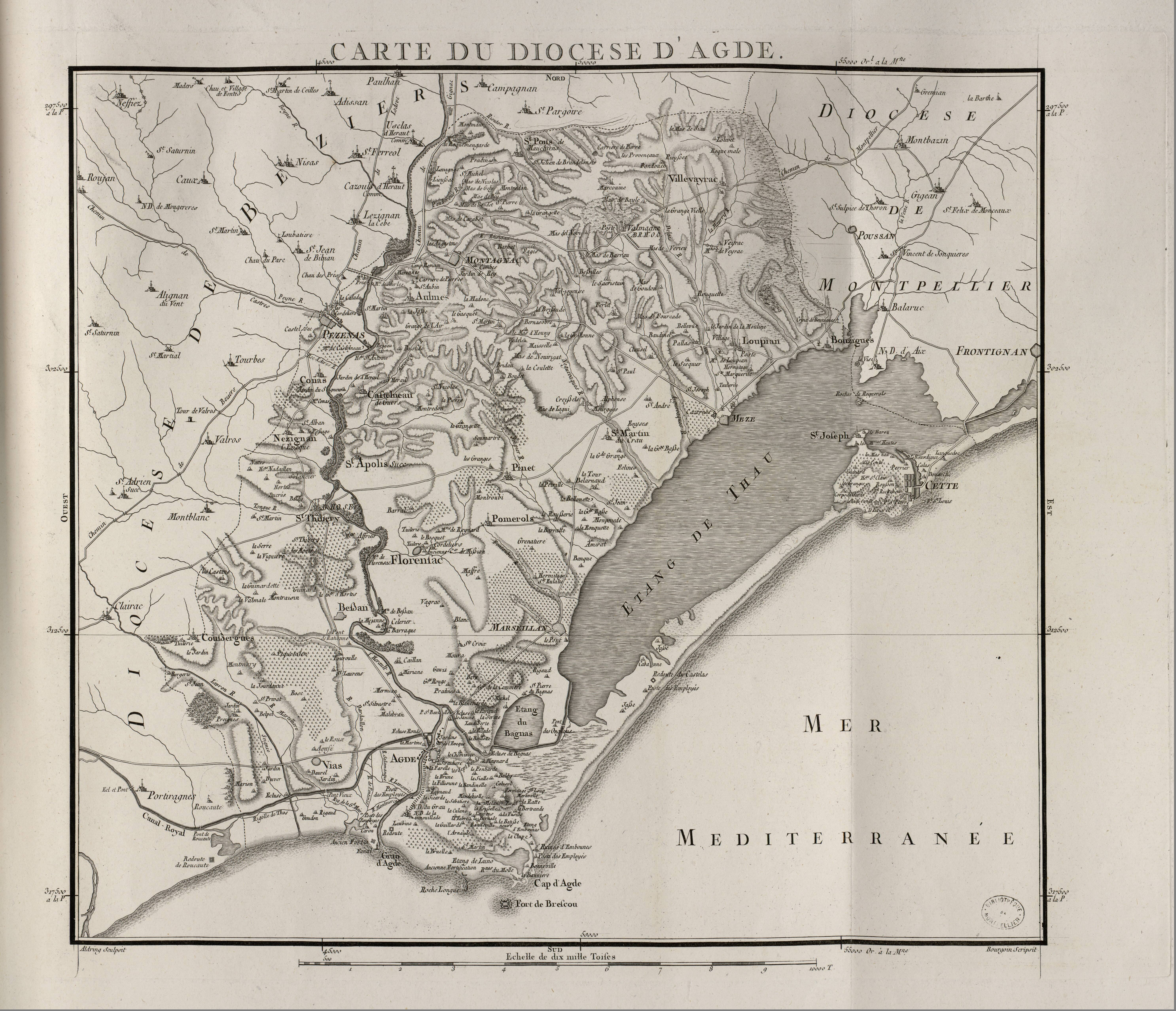
Mappa della diocesi di Agde nel Settecento.

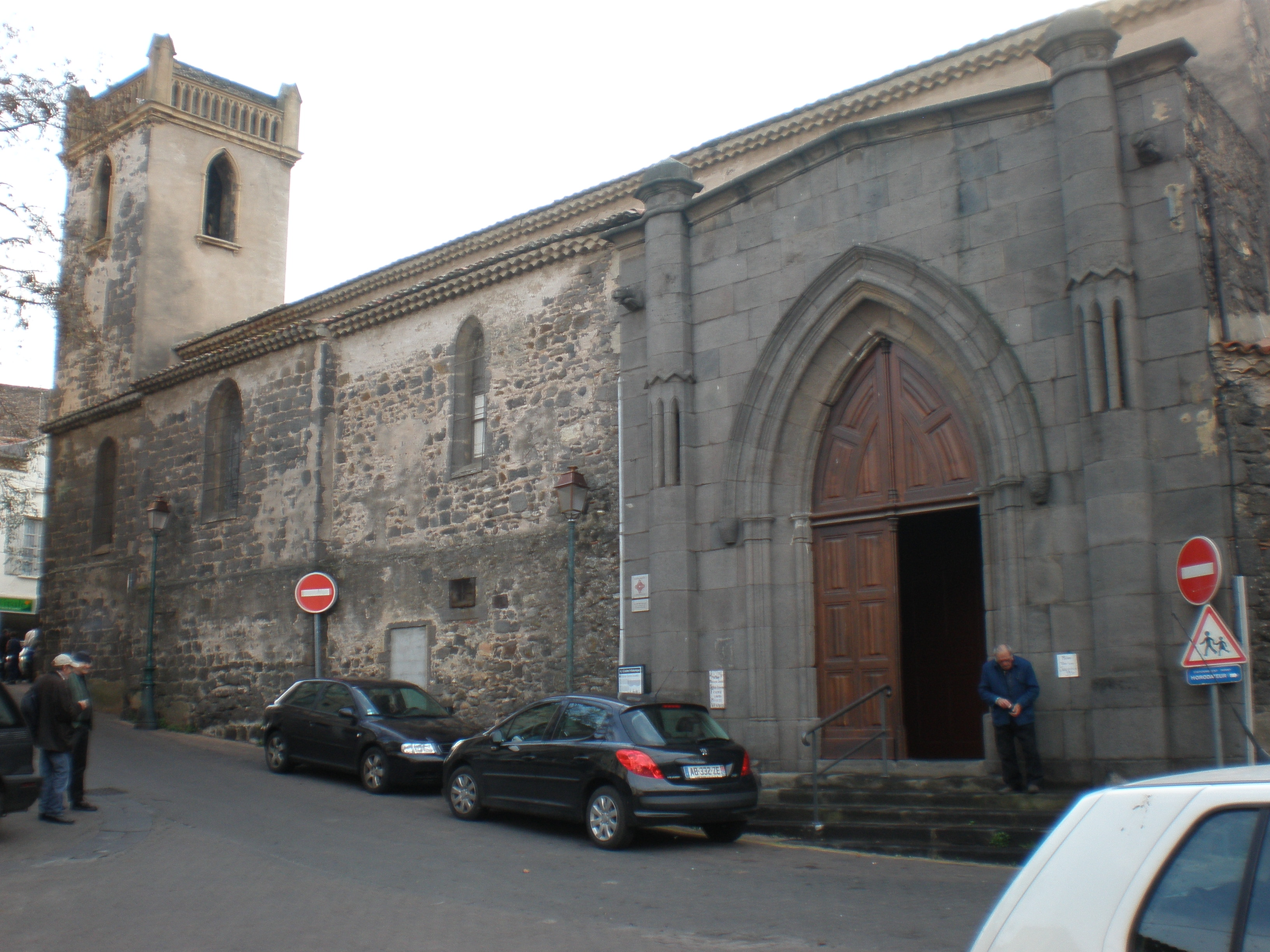
La chiesa di Sant'Andrea di Agde, edificata nel V secolo, fu sede del concilio di Agde del 506.

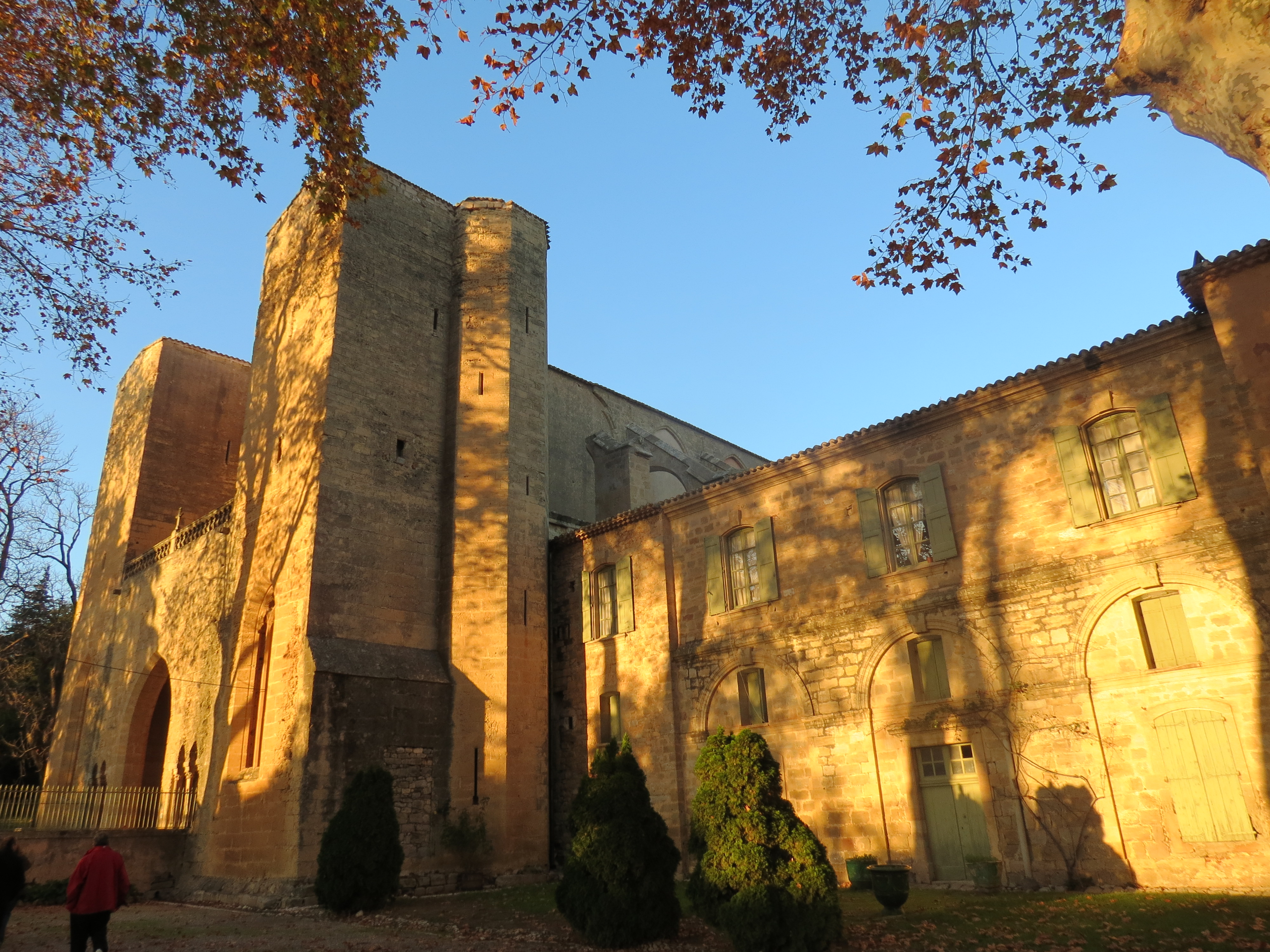
L'abbazia Notre-Dame de Valmagne a Villeveyrac, fondata nel 1138 dal visconte di Béziers Raymond Trencavel.

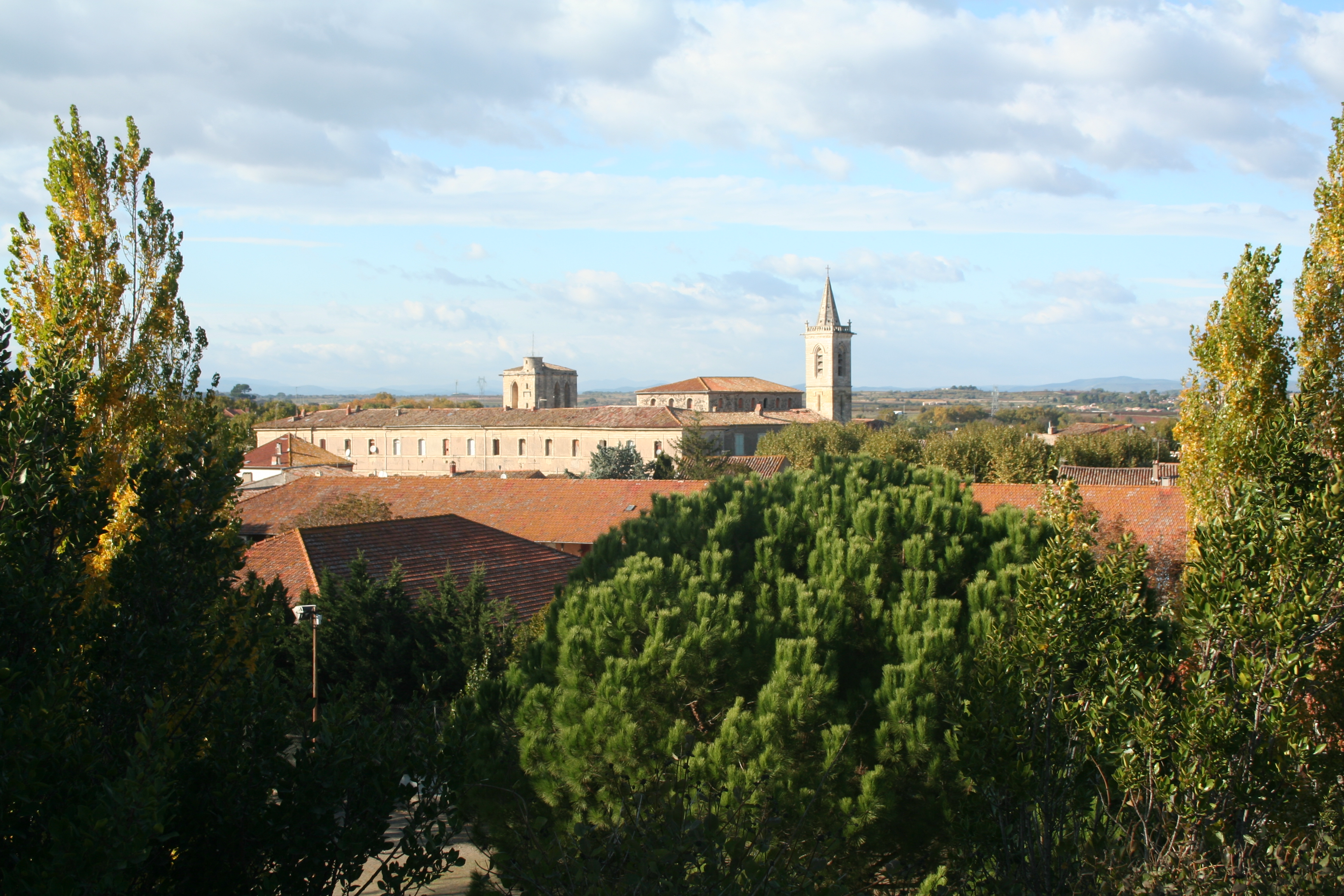
L'abbazia Saint-Thibéry a Saint-Thibéry, fondata nell'VIII secolo.

La diocesi di Agde (in latino Dioecesis Agathensis) è una sede soppressa della Chiesa cattolica.

## Territorio
La diocesi era compresa interamente nell'odierno dipartimento dell'Hérault. Era delimitata dal Mediterraneo e dalle diocesi di Montepellier e di Béziers.
Sede vescovile era la città di Agde, dove fungeva da cattedrale la chiesa di Santo Stefano.
Nel 1789 la diocesi comprendeva solo 25 parrocchie, tre delle quali nella città episcopale.

## Storia
Il territorio di Agde ricevette il vangelo già verso la fine del III secolo. Il martirologio romano ricorda i martiri Tiberio, Modesto e Fiorentino, che furono uccisi durante le persecuzioni all'epoca dell'imperatore Diocleziano.
La diocesi fu eretta probabilmente nel V secolo ricavandone il territorio dalla diocesi di Nîmes. La tradizione vuole che il primo vescovo di Agde, san Venusto, abbia sofferto il martirio durante la leggendaria invasione del barbaro Chrocus, nel 407 o 408. Il primo vescovo di Agde di cui si abbiano riscontri storici è Sofronio, che prese parte al concilio di Agde del 506. Era suffraganea dell'arcidiocesi di Narbona, capitale della provincia romana della Gallia Narbonense prima.
Tra il V e il VI secolo vennero fondati nella città episcopale le due principali abbazie della diocesi, quella di San Severo e quella di Sant'Andrea. In epoca carolingia nel territorio diocesano sorse l'abbazia di Saint-Thibéry e poi, nel XII secolo, l'abbazia maschile di Notre-Dame de Valmagne e quella femminile di Sainte-Marie de Netlieu (già soppressa nel 1490).
Nel 506, come detto, si svolse ad Agde il concilio che vide riuniti i vescovi delle otto province della Gallia sotto il controllo dei Visigoti, regnante Alarico II. Esso definì 49 canoni che riguardavano soprattutto la disciplina ecclesiastica, la liturgia e i sacramenti. L'assise si svolse nella chiesa abbaziale di Sant'Andrea, primitiva cattedrale della diocesi.
Nella seconda metà del XII secolo il vescovo Guillaume II fissò a dodici il numero dei canonici del capitolo; lo stesso vescovo iniziò la costruzione della cattedrale di Santo Stefano. Nel 1187 il suo immediato successore Pierre Raymond ottenne per sé e per i successori il titolo di visconte, che più tardi diverrà di conte; nominalmente, i vescovi di Agde eserciteranno il potere temporale fino alla fine del XVIII secolo.
Nel primo quarto del XIII secolo il vescovo Tedisio de Balbis fondò un ospizio per dodici poveri.
Fu il vescovo François Foucquet ad istituire il seminario diocesano verso la metà del XVII secolo.
Durante la rivoluzione francese l'ultimo vescovo, Charles François de Saint Simon Sandricourt, fu ghigliottinato a Parigi il 26 luglio 1794.
La diocesi fu soppressa in seguito al concordato con la bolla Qui Christi Domini di papa Pio VII del 29 novembre 1801 e il suo territorio fu incorporato in quello della diocesi di Montpellier.
Dal 16 giugno 1877 gli arcivescovi di Montpellier portano il titolo di vescovi di Agde.

## Cronotassi dei vescovi
- San Venusto ? † (V secolo)[3]
- Betico ? † (V-VI secolo)
- Sofronio † (menzionato nel 506)
- Leone † (menzionato nel 541)[4]
- Fronimo † (circa 569 - 580 deposto)[5]
- Tigridio † (menzionato nel 589)
- Giorgio † (menzionato nel 653)
- Wilesindo (o Wilesmondo) † (menzionato nel 673)
- Primo † (menzionato nel 683)
- Giusto † (menzionato nel 788 o 791)[6]
- Dagoberto I † (prima dell'848 - dopo l'877)
- Bosone † (885 - dopo maggio 898)
- Gerardo I † (899 - dopo il 15 marzo 922)
- Stefano I † (prima del 18 novembre 922 - ?)[7]
- Dagoberto II † (prima del 937 - dopo marzo 947)
- Salomone † (prima di aprile 955 - dopo giugno 975)[8]
- Armando † (menzionato nel 981)
- Stefano II † (prima del 990 - dopo il 1035)
- Guillaume I † (menzionato nel 1043)
- Gontier † (prima del 1047 - dopo il 1064)
- Bérenger I † (prima del 1068 - dopo il 1093)
- Bernard Déodat † (circa 1098 - dopo il 24 agosto 1122)
- Adelbert † (prima del 19 ottobre 1123 - 24 giugno 1130 deceduto)
- Raimond de Montredon † (prima del 29 novembre 1130 - 1142 nominato arcivescovo di Arles)
- Ermengaud di Marseillan † (1142 - dopo il 2 settembre 1149)
- Bérenger II † (prima del 6 febbraio 1150 - 15 settembre 1152 deceduto)
- Pons di Montmirat † (prima di dicembre 1152 - dopo il 14 marzo 1153)
- Adémar † (maggio 1153 - dopo dicembre 1162)
- Guillaume II de Minerve † (prima di aprile 1163 - dopo il 1173)
- Pierre Raymond † (prima di ottobre 1174 - dopo gennaio 1194)
- Raymond Guilhem de Montpellier † (prima del 29 maggio 1194 - dopo il 3 novembre 1213)
  - Pierre Poulverel (Pulverel) † (gennaio 1214 - ?) (vescovo eletto)
- Tedisio de Balbis † (prima di agosto 1215[9] - 30 maggio 1232 deceduto)[10]
- Bertrand de Saint-Just † (prima del 25 luglio 1233 - 18 novembre 1241 deceduto)
- Chrétien † (menzionato in aprile 1242)
- Pierre Raimond de Fabre (Fabri) † (prima di aprile 1243 - 14 marzo 1271 deceduto)
- Pierre Bérenger de Montbrun † (prima del 19 agosto 1271 - 15 gennaio 1296 deceduto)
- Raimond du Puy † (prima del 5 marzo 1296 - inizio del 1331 deceduto)
- Gérard Bernard † (4 febbraio 1332 - dopo luglio 1337 deceduto)
  - Pierre Raimond de Montbrun † (novembre 1337 - 24 novembre 1339 nominato vescovo di Tarbes) (vescovo eletto)
- Guillaume Hunaud de Lanta † (24 novembre 1339[11] - dopo il 14 febbraio 1342 deceduto)
- Pierre de Bérail de Cessac † (26 giugno 1342 - 22 febbraio 1354 deceduto)
- Arnaud Aubert † ([19 marzo 1354 - 14 novembre 1354 nominato vescovo di Carcassonne)
- Sicard D'Ambres de Lautrec † (14 novembre 1354 - 18 luglio 1371 nominato vescovo di Béziers)
- Hugues de Montruc † (18 luglio 1371 - 27 luglio 1393 deceduto)
- Simone † (circa 1405 deceduto)[12]
  - Guy de Malesec † (8 luglio 1409 - 1411 dimesso) (amministratore apostolico)
- Philippe de Lévis de Florensac † (8 giugno 1411 - 14 febbraio 1425 nominato arcivescovo di Auch)
  - Bérenger Guilhot † (14 febbraio 1425 - 1425 o 1426 deceduto) (amministratore apostolico)
- Jean Teste † (22 maggio 1426 - febbraio 1436 deceduto)
  - Renault de Chartres † (4 aprile 1436 - 9 gennaio 1439 dimesso) (amministratore apostolico)
- Guillaume Charrier † (9 gennaio 1439 - prima del 20 ottobre 1440 deceduto)
- Jean de Montmorin † (12 dicembre 1440 - 1448 deceduto)
- Étienne de Roupt de Cambrai † (19 giugno 1448 - gennaio 1462 dimesso)
- Charles de Beaumont † (21 dicembre 1462 - dopo il 1470)
- Giacomo Minutoli † (17 agosto 1476 - circa 1485 deceduto)
- Merri  † (circa 1485[13] - circa 1488)
- Niccolò Fieschi † (22 ottobre 1488 - 25 febbraio 1495 nominato vescovo di Fréjus)
- Jean de Vesc † (25 febbraio 1495 - 1504 dimesso)
  - Niccolò Fieschi † (28 novembre 1504 - 15 giugno 1524 deceduto) (amministratore apostolico)
- Jean-Antoine de Vesc † (6 settembre 1525 - 10 maggio 1531 nominato vescovo di Valence)
- François Guillaume de Castelnau-Clermont-Ludève † (10 maggio 1531 - 13 marzo 1541 deceduto)
- Claude de La Guiche † (30 marzo 1541 - 17 agosto 1547 nominato vescovo di Mirepoix)
- Gilles Bohier † (7 gennaio 1547 - gennaio 1561 deceduto)
- Americo Sanseverino † (15 gennaio 1561 - 21 giugno 1578 deceduto)
  - Sede vacante (1578-1583)
- Bernard du Puy, O.F.M. † (11 maggio 1583 - 1611 deceduto)
  - Sede vacante (1611-1618)
  - Luigi Emanuele di Valois-Angoulême † (14 maggio 1618 - 1622 dimesso) (vescovo eletto)
- Balthazar de Budos de Portes † (30 agosto 1627 - 24 giugno 1629 deceduto)
- Fulcrand de Barrès † (19 novembre 1629 - marzo 1643 deceduto)
- François Foucquet † (16 novembre 1643 - 16 ottobre 1656 nominato arcivescovo coadiutore di Narbona)
- Louis Foucquet † (28 maggio 1657 - 4 febbraio 1702 deceduto)
- Philibert-Charles de Pas de Feuquieres † (31 luglio 1702 - 25 luglio 1726 deceduto)
- Claude-Louis de La Châtre † (20 gennaio 1727 - 22 maggio 1740 deceduto)
- Joseph-François de Cadenet de Charleval † (30 settembre 1740 - 22 gennaio 1759 deceduto)
- Charles-François-Siméon de Saint-Simon de Vermandois de Rouvroy de Sandricourt † (9 aprile 1759 - 26 luglio 1794 deceduto)
  - Sede vacante (1794-1801)
  - Sede soppressa